# Symplecta laevis
Symplecta laevis är en tvåvingeart. Symplecta laevis ingår i släktet Symplecta och familjen småharkrankar.

## Underarter
Arten delas in i följande underarter:
- S. l. laevis
- S. l. restricta